# Uhrturm von Botewgrad

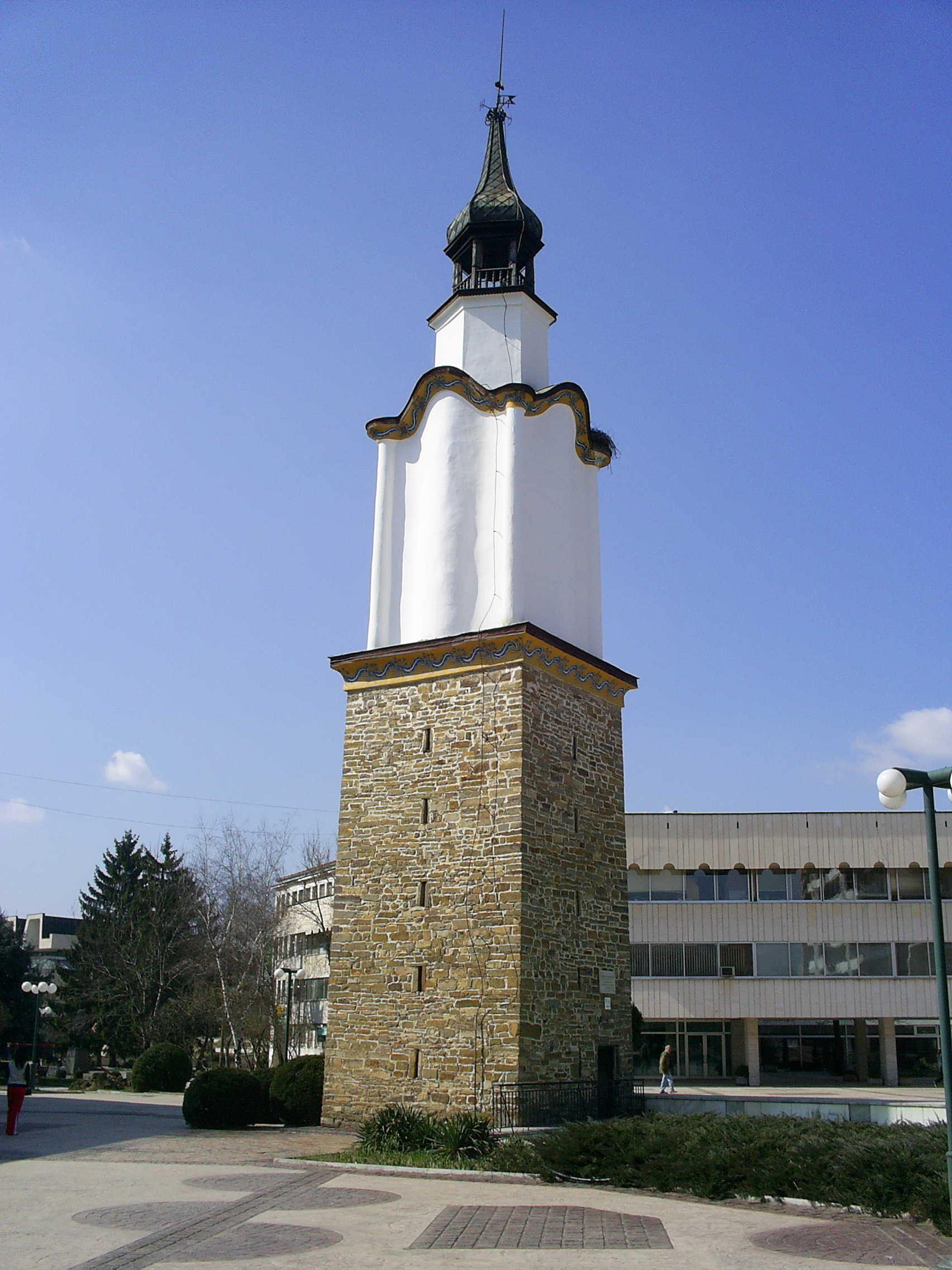
Der rekonstruierte Uhrturm von Botewgrad

Der Uhrturm von Botewgrad (bulgarisch Часовникова кула в Ботевград) ist ein Uhrturm und gleichzeitig ein Museum in der nordbulgarischen Stadt Botewgrad. Der Uhrturm wurde 1866 während der osmanischen Herrschaft über die Stadt errichtet und ist heute eines der 100 nationalen touristischen Objekte in Bulgarien.